# George Kearsley Shaw
Aquest autor és citat en taxonomia animal amb el nom «Shaw».
George Kearsley Shaw (Bierton, Buckinghamshire, 10 de desembre del 1751 – 22 de juliol del 1813) fou un botànic i zoòleg anglès.
Nasqué a i fou educat a Magdalen Hall (Oxford), rebent la seva Master of Arts el 1772. Començà a exercir de metge. El 1786 esdevingué ajudant de catedràtic en botànica a la Universitat d'Oxford. Fou cofundador de la Societat Linneana el 1788 i esdevingué membre de la Royal Society el 1789.
El 1791 esdevingué ajudant de conservador del departament d'història natural al Museu Britànic, succeint Edward Whitaker Gray com a conservador el 1806. Descobrí que la majoria dels articles donats al museu per Hans Sloane estaven en una condició molt dolenta. El material mèdic i anatòmic fou enviat al museu del Royal College of Surgeons, però la majoria d'animals dissecats s'havien deteriorat i calgué cremar-los. La paga del museu era tan pobra que Shaw havia de passar gran part del temps escrivint, sense poder dedicar temps a la conservació de la col·lecció. Després de morir, fou succeït pel seu ajudant Charles Konig.
Shaw publicà una de les primeres descripcions en anglès amb noms científics de diversos animals australians comuns al seu llibre "Zoology of New Holland" (1794). Fou un dels primers científics a examinar un ornitorrinc i en publicà la primera descripció científica a The Naturalist's Miscellany el 1799.